# Tanko črevo
Tánko črevó (tudi ózko črevó; latinsko intestinum tenue) je del človeških prebavil. Leži med želodcem in debelim črevesom in predstavlja najdaljši odsek prebavne cevi. 
V dolžino meri okoli 6 do 7 metrov in predstavlja približno dve tretjini celotne dolžine prebavne cevi.

## Delitev
Tanko črevo sega od  želodčnega vratarja do ileocekalnega ustja (mesto, kjer se vito črevo odpira v debelo črevo). Deli mo ga v tri dele:
- dvanajstnik ali dvanajsternik (latinsko duodenum) pH 5–7,5
- tešče črevo (lat. jejunum) pH 6,5–8
- vito črevo (lat. ileum)

Dvanajstnik je dobil ime po svoji dolžini, ki zajema 12 palcev (okoli 24 cm). Vito črevo je dolgo okoli 2,5 metra, tešče črevo pa v poprečju 3,5 metra. 

## Naloge
Tanko črevo je glavni predel, kjer poteka prebava in privzem hranil (ogljikovih hidratov, beljakovin, maščob, elektrolitov) in vode. Zato je notranja površina zelo povečana z gubami, resicami in mikrovilusi. 
Na začetku tankega črevesa se hrana pomeša z žolčem, ki se skozi žolčna izvodila izliva v dvanajstnik in sokom trebušne slinavke. S pomočjo omenjenih izločkov se ogljikovi hidrati in maščobe cepijo na osnovne sestavne dele. Slednje absorbira stena tankega črevesa in potujejo do jeter in zatem prehajajo v sistemski krvni obtok. 

## Voda in elektroliti
Dnevno se skozi stene tankega črevesa resorbira okoli devet litrov vode, od tega izhaja okoli 1,5 litra vode iz hrane oziroma popite tekočine. Ostalo vodo (okoli 7,5 litra) izločajo v svetlino prebavne cevi prebavne žleze in žlezne celice: okoli 1 liter žleze slinavke v ustni votlini, približno 1,5 litra žleze v želodcu, 3 litre v tankem črevesu in v žolčniku okoli 0,6 litra. 
Voda prehaja steno črevesa s pomočjo osmotskega gradienta. Osmotski gradient se ohranja z dvema mehanizmoma:
- privzem natrijevega klorida (v teščem črevesu je absorpcija NaCl sklopljena z absorpcijo glukoze in aminokislin - tak mehanizem imenujemo simport, v vitem črevesu je za to odgovorna Na+/H+-črpalka),
- izločanje Cl- in HCO3-.

Tretji mehanizem, ki vzdržuje stalen osmotski gradient v tankem črevesu je vzdrževanje natrijevega gradienta s pomočjo Na-K-ATPaze; natrij prehaja iz svetline črevesa v celice tankega črevesa, hkrati pa potuje H+ v nasprotno smer. 
Privzem Ca2+ ionov ni uravnavan z aktivnim transportom.

## Diagnostika bolezni
- bolnikov opis težav
- pregled trebuha (inspekcija)
- pretipanje in osluškovanje (avskultacija) trebuha
- ultrazvočno slikanje
- bioptične preiskave
- krvne preiskave
- preiskave iztrebka:
  - na klice
  - na kimotripsin
  - na vsebnost maščob
- rentgenski pregled
- računalniška in magnetnoresonančna tomografija
- endoskopija
- koloskopija končnega dela vitega črevesa

## Bolezni
- driska
- Crohnova bolezen
- Meckelov divertikel
- razjeda na dvanajstniku
- črevesna zapora
- Whipplova bolezen
- tumorji
- zasuk (volvolus) črevesa
- invaginacija črevesa
- alergije na določena hranila (celiakija, alaktazija ...)
- mikoze (npr. Candida albicans)
- paraziti